# Portrait du colonisé, précédé du portrait du colonisateur
 (décembre 2009).
Si vous disposez d'ouvrages ou d'articles de référence ou si vous connaissez des sites web de qualité traitant du thème abordé ici, merci de compléter l'article en donnant les références utiles à sa vérifiabilité et en les liant à la section « Notes et références ».
Portrait du Colonisé précédé de Portrait du Colonisateur est un essai de l'écrivain franco-tunisien Albert Memmi, publié en mai 1957 chez Corrêa (Buchet-Chastel) et préfacé par Jean-Paul Sartre.
À la lumière de son expérience personnelle de Tunisien de confession juive ou de juif tunisien, ayant donc connu les colonisateurs –, Albert Memmi a montré dans son "Portrait du colonisé" précédé du "Portrait du colonisateur"  que les colonisés et colonisateurs étaient inscrits dans une perpétuelle interdépendance, liée au système colonial, ne pouvant se définir que les uns par rapport aux autres.
Cet essai est constitué de deux parties, étroitement liées, s'agissant des deux faces d'une même réalité.

## Portrait du Colonisateur
Pour Memmi, tout « colonisateur », le « petit Blanc » comme le colon « de bonne volonté », ne peut être qu'un privilégié, fût-ce relativement, par rapport aux indigènes. Il était ainsi toujours, dans une posture d'« usurpateur » par ses privilèges non légitimes, et le savait bien. D'où, d'une part, une mauvaise conscience, qui atteint son paroxysme chez l'« homme de gauche », déchiré par ses contradictions, ne sachant comment se situer face au système colonial, étant mal à l'aise par rapport aux revendications nationalistes des colonisés, et sachant pertinemment qu'il n'aura pas davantage sa place après l'indépendance. Il porte aussi d'autre part, un mépris de soi, ayant le sentiment de porter une médiocrité consubstantielle au système colonial, qui incite le colonialiste à s'appuyer sur son prétendu patriotisme et sur le prestige de la métropole pour essayer de se justifier à ses propres yeux ; conformément à ce que Memmi appelle le « complexe de Néron », il recourt aussi à tous les stéréotypes racistes, qui sont autant de mystifications visant à naturaliser l'oppression et à dresser des barrières inamovibles entre les races. Ce faisant, il manifeste des tendances « fascisantes », qui risquent de contaminer les « métropolitains ».

## Portrait du Colonisé
A. Memmi analyse dans ce portait, la vision du colonisé par le « colonialiste » qui en fait un portrait mystificateur. Le colonisé, dépourvu de tout droit, y est constamment soumis, humilié et en état permanent de carence, étant souvent amené à se conformer au miroir qui lui est tendu. Certains tentent bien de s'assimiler, et donc de "s'aliéner culturellement", mais l'assimilation étant refusée par le colonisateur, n'est qu'un mirage. La révolte en devient donc inévitable. Pour assurer la cohésion du mouvement de révolte, l'élite des colonisés en arrive souvent à affirmer les « valeurs refuges », régressives, que sont la tradition, la famille et, plus encore, la religion, ce qui est lourd de dangers, une fois l'indépendance obtenue.

## Destin de l’œuvre au Québec
Lors de la parution de l'essai, le Québec demeure marqué par d'importantes disparités économiques et sociales entre francophones et anglophones, deux siècles après la Conquête anglaise. C'est dans ce contexte que l'essai y gagne une influence importante, en particulier dans les milieux indépendantistes naissant pendant la Révolution tranquille. Cet intérêt de la part des Québécois ne passera pas inaperçu aux yeux d'Albert Memmi, qui se prononcera sur la question québécoise.
Une des premières éditions du livre est dédiée aux Québécois. De plus, en 1972, une édition spécifiquement québécoise est publiée. Dans celle-ci, un commentaire et un échange avec des étudiants des HEC Montréal traitent de la pertinence d'analyser la situation québécoise par le prisme colonial. Memmi y affirme que l'on trouve chez les Québécois « des traits économiques, politiques et culturels de gens dominés », tout en concédant que « des différences considérables se trouvent entre le Québec et la colonie classique, ne serait-ce que pour le niveau de vie ». Toutefois, cela ne rend pas l'analyse coloniale caduque pour autant, car « l'oppression est relative; et l’extrême gravité d’une domination ne légitime pas de plus légères ».